# Resolutie 1585 Veiligheidsraad Verenigde Naties
Resolutie 1585 van de Veiligheidsraad van de Verenigde Naties werd unaniem aangenomen
door de VN-Veiligheidsraad op 11 maart 2005 en verlengde
het mandaat van de voorhoedemissie in Soedan met 6 dagen.

## Achtergrond
Al in de jaren 1950 was zwarte zuiden van Soedan in opstand gekomen tegen het overheersende Arabische noorden.
De vondst van aardolie in het zuiden maakte het conflict er enkel maar moeilijker op.
In 2002 kwam er een staakt-het-vuren en werden afspraken gemaakt over de verdeling van de olie-inkomsten.
Verschillende rebellengroepen waren hiermee niet tevreden en in 2003 ontstond het conflict in Darfur tussen deze rebellen en de door de regering gesteunde janjaweed-milities.
Die laatsten gingen over tot etnische zuiveringen. In de daaropvolgende jaren werden er in Darfur grove mensenrechtenschendingen gepleegd, waardoor miljoenen mensen op de vlucht sloegen.

## Inhoud
De Veiligheidsraad:
- Herinnert aan de resoluties 1547, 1556 en 1574.
- Bevestigt zijn bereidheid om het vredesproces te steunen.
- Beslist het mandaat van de voorhoedemissie UNAMIS te verlengen tot 17 maart.
- Besluit om actief op de hoogte te blijven.

## Verwante resoluties
- Resolutie 1564 Veiligheidsraad Verenigde Naties (2004)
- Resolutie 1574 Veiligheidsraad Verenigde Naties (2004)
- Resolutie 1588 Veiligheidsraad Verenigde Naties (2005)
- Resolutie 1590 Veiligheidsraad Verenigde Naties

Lijst ·  1581 ·  1582 ·  1583 ·  1584 ·  1585 ·  1586 ·  1587 ·  1588 ·  1589 ·  1590 ·  1591 ·  1592 ·  1593 ·  1594 ·  1595 ·  1596 ·  1597 ·  1598 ·  1599 ·  1600 ·  1601 ·  1602 ·  1603 ·  1604 ·  1605 ·  1606 ·  1607 ·  1608 ·  1609 ·  1610 ·  1611 ·  1612 ·  1613 ·  1614 ·  1615 ·  1616 ·  1617 ·  1618 ·  1619 ·  1620 ·  1621 ·  1622 ·  1623 ·  1624 ·  1625 ·  1626 ·  1627 ·  1628 ·  1629 ·  1630 ·  1631 ·  1632 ·  1633 ·  1634 ·  1635 ·  1636 ·  1637 ·  1638 ·  1639 ·  1640 ·  1641 ·  1642 ·  1643 ·  1644 ·  1645 ·  1646 ·  1647 ·  1648 ·  1649 ·  1650 ·  1651